# Джейранбатан
Джейранбатан (азерб. Ceyranbatan) — посёлок в Джейранбатанском административно-территориальном округе Апшеронского района Азербайджана.

## Этимология
Посёлок получил название от близлежащего озера-водохранилища. Гидроним состоит из слов джейран и батан (с азерб. — «вязнуть, тонуть»), то есть — место, где вязнет джейран.

## История
Населённый пункт был основан в 1959 году для обслуживания Самур-Апшеронского канала.
Согласно административному делению 1961 года пгт Джейранбатан входил в Джейранбатанский поселковый совет Сумгаитского городского совета Азербайджанской ССР.
4 января 1963 года посёлок передан в состав новообразованного Апшеронского района. Согласно административному делению 1977 года пгт Джейранбатан входил в Джейранбатанский поселковый совет Апшеронского района.
В 1999 году в Азербайджане была проведена административная реформа и внутри Джейранбатанского административно-территориального округа был учрежден Джейранбатанский муниципалитет Апшеронского района.

## География
Джейранбатан расположен на берегу одноименного озера-водохранилища.
Посёлок в 13 км от райцентра Хырдалан и в 26 км от Баку. Ближайшая железнодорожная станция — Сумгаит.
Посёлок находится на высоте 27 метров над уровнем моря.

## Население
| Численность населения | Численность населения | Численность населения | Численность населения | Численность населения | Численность населения |
| 1959                  | 1970                  | 1979                  | 1989                  | 1999                  | 2009                  |
| --------------------- | --------------------- | --------------------- | --------------------- | --------------------- | --------------------- |
| 701                   | ↗2346                 | ↗3937                 | ↘3933                 | ↗5213                 | ↗7437                 |

Население преимущественно занято в промышленности.

## Климат
| Показатель                                           | Янв. | Фев. | Март | Апр. | Май  | Июнь | Июль | Авг. | Сен. | Окт. | Нояб. | Дек. | Год  |
| ---------------------------------------------------- | ---- | ---- | ---- | ---- | ---- | ---- | ---- | ---- | ---- | ---- | ----- | ---- | ---- |
| Средний суточный максимум, °C                        | 6,6  | 6,1  | 9,8  | 16,9 | 22,4 | 27,5 | 30,7 | 31,5 | 25,8 | 19,4 | 16,0  | 9,3  | 19,6 |
| Средняя температура, °C                              | 3,9  | 3,5  | 6,6  | 12,7 | 18   | 23,1 | 26,2 | 26,5 | 21,9 | 15,9 | 13,1  | 6,4  | 14,8 |
| Средний суточный минимум, °C                         | 1,2  | 1    | 3,4  | 8,5  | 13,7 | 18,7 | 21,7 | 21,6 | 18,1 | 12,4 | 10,2  | 3,6  | 10,0 |
| Норма осадков, мм                                    | 24   | 20   | 24   | 39   | 34   | 29   | 14   | 13   | 21   | 33   | 32    | 25   | 308  |
| Источник: http://en.climate-data.org/location/956436 |      |      |      |      |      |      |      |      |      |      |       |      |      |

Среднегодовая температура воздуха в посёлке составляет +14,8 °C. В посёлке полупустынный климат.

## Инфраструктура
В советское время в посёлке действовали заводы железобетонных изделий и деревообрабатывающий, размещалось управление эксплуатации Самур-Апшеронского канала, средняя школа, ПТУ, дом культуры, библиотека, киноустановка и дом культуры.
В посёлке расположены бетонный и паркетный заводы, завод полимерных дренажных труб, почтовое отделение, две средних школы, детская школа музыки и искусств, детский сад, дом культуры, врачебный пункт.